# All Monsters Are Human
All Monsters Are Human (стилизовано заглавными буквами) — пятый студийный альбом американской певицы и автора песен K. Michelle, выпущенный 31 января 2020 года на Entertainment One. Первоначально выход альбома был запланирован на 6 декабря 2019 года, но был отложен. Альбому предшествовал релиз синглов «Supahood» и «The Rain». All Monsters Are Human дебютировал в американском хит-параде Billboard 200 на пятьдесят первом месте и на двадцать девятом месте в соул-чарте Top R&B/Hip-Hop Albums с 8 2000 проданными копиями, став самым слабым дебютом альбома в карьере Мишель, продолжив тенденцию к снижению её коммерческого успеха.
Для продвижения альбома Мишель занялась организацией концертного тура O.S.D. Tour в 2019 году.

## История
26 июня 2018 года Мишель сообщила в Твиттере, что её следующий альбом будет называться All Monsters Are Human. В октябре Мишель объявила, что вместо этого она назовёт свой следующий проект FAB, что является аббревиатурой от «Fuck All U Bitches». 19 ноября 2018 года Мишель выпустила песню «Save Me». Позже было объявлено, что она подписала новый контракт с лейблом Entertainment One. В июле 2019 года Мишель подтвердила, что её пятый альбом будет официально называться All Monsters Are Human.
Во время радиоинтервью с Morning Hustle Мишель объяснила смысл названия: «Каждый здесь для кого-то злодей, и в чьей-то истории ты не ангел… Так что в All Monsters Are Human о том, что нам всем было больно и обидно, отсюда и название, потому что мы всегда говорим, что ты такой-то и такой-то, но ты такой же для кого-то другого, так что если ты видишь это во мне, то это есть и в тебе, чтобы ты это заметил».

## Отзывы
| Оценки критиков       | Оценки критиков |
| Источник              | Оценка          |
| --------------------- | --------------- |
| AllMusic              | [ 14 ]          |
| The Guardian          | [ 15 ]          |
| Tom Hull – on the Web | B+ ()           |

Альбом получил положительные отзывы от музыкальных критиков. Рэйчел Ароэсти, написавшая рецензию для The Guardian, отметила, что альбом «сосредоточен на ловком, проникновенном R&B в стиле 80-х, который стал основой карьеры K Michelle». Ароэсти описала вокал Мишель в альбоме как «насыщенный и гладкий» и сказала, что он «покрыт эффектом вокодера, который заставляет его тошнотворно глючить и пульсировать». Крис Мэлоун из Forbes сказал, что альбом является «в остальном солидным предложением» певицы, а затем добавил: «Хотя новый материал — это желанный взгляд на сознание певицы, он также с трудом отличается от её предыдущих альбомов». Бриттани Бёртон из Respect написала, что All Monsters Are Human — «безусловно, самый большой релиз K. Michelle на сегодняшний день», а также отметила, что наиболее заметным элементом альбома является «непринуждённое производство». Эдвард Боузер из Stereo In Soul дал альбому положительную рецензию и оценил его в 3 звезды из 5, сказав, что «сила All Monsters are Human, и музыки K. Michelle в целом, является её готовность быть абсолютно прозрачной», а затем добавил, что альбом «далёк от совершенства — во второй половине все становится слишком неровным — но это честный, эмоциональный R&B». Антуан Фолк из Rated R&B сказал: «В тринадцати песнях Мишель не стремилась нести факел новой волны R&B на своём первом независимом релизе. Вместо этого она выбрала свежий и даже ностальгический путь, в котором она остаётся очень самостоятельным артистом». Позже он добавил: «Легко слушать All Monsters Are Human и любить каждую запись, не пропуская ни одной. На самом деле, если нажать кнопку повтора на нескольких композициях, то, скорее всего, это произойдёт не один раз. Каждая песня — это момент, так что их следует хвалить за отдельную славу». Элль Бризи из Singersroom отрецензировала альбом, написав: «На All Monsters Are Human Мишель, похоже, находится в своей зоне комфорта, исполняя песни, которые близки и дороги её нынешней жизни».

## Синглы
Лид-сингл альбома под названием «Supahood» с участием американских рэперов City Girls и Kash Doll был выпущен 20 сентября 2019 года. Это песня в стиле R&B с влиянием трэпа и кранка, описанная критиками как «яростный гимн женского вечера» и «гимн улиц». «The Rain», спродюсированная Фалон Александр, была выпущена в качестве второго сингла 25 октября 2019 года. Песня дебютировала на 28 месте в чарте цифровых продаж песен в США Digital Song Sales.

## Коммерческие показатели
В Соединённых Штатах альбом дебютировал на 51-м месте в американском хит-параде Billboard 200 и на двадцать девятом месте в соул-чарте Top R&B/Hip-Hop Albums.

## Список композиций
| №                   | Название                                        | Автор(ы)                                                                                             | Продюсеры                                  | Длительность |
| ------------------- | ----------------------------------------------- | --- | ------------------------------------------ | ------------ |
| 1.                  | «Just Like Jay»                                 | Clinton Peacock Jeremiah “Sickpen” Bethea Kimberly Pate Philip Lynah Rafael D. Ishman Ronnie Jackson | Лил Ронни                                  | 4:56         |
| 2.                  | «That Game»                                     | Christopher “Drumma Boy” Gholson Cory Moore Melvin Riley Jr. Фалон Александр [англ.]                 | Drumma Boy                                 | 3:50         |
| 3.                  | «The Rain»                                      | Pate Фалон Александр [англ.] Джеймс Харрис III Rafael Ishman Cory Moore Терри Льюис                  | Фалон Александр                            | 3:29         |
| 4.                  | «All the Lovers»                                | Aaron Sledge Ayaamii Sledge Брэндон «B.A.M.» Ходж [англ.] Pate                                       | Брэндон «B.A.M.» Ходж [англ.] Aaron Sledge | 3:33         |
| 5.                  | «Something New»                                 | Peacock Eric Crawford Pate Lynah Ishman Jackson                                                      | Lil Ronnie                                 | 3:53         |
| 6.                  | «Ciara's Prayer»                                | Sledge Sledge Hodge Pate                                                                             | Брэндон «B.A.M.» Ходж Aaron Sledge         | 4:18         |
| 7.                  | «OMG»                                           | Gabrielle Nowee Pate RAYMOND "ray keys" Komba BongoByTheWay [англ.]                                  | BongoByTheWay [англ.] Ray Keys ByTheWay    | 3:35         |
| 8.                  | «Supahood» (при участии Kash Doll и City Girls) | Pate Kash Doll [англ.] Caresha Brownlee                                                              | Lil Ronnie                                 | 3:32         |
| 9.                  | «Love on Me»                                    | Sledge Sledge DeMario Bridges Johnny Mollings Pate Leigh Elliott Lenny Mollings Sean Momberger       | Lee Major [англ.] Sean Momberger           | 3:24         |
| 10.                 | «I Don't Like You»                              | Sledge Sledge Pate Philip Cornish Rio Bridges                                                        | Phillip Cornish                            | 2:56         |
| 11.                 | «Table for One»                                 | Daniel Bryant Crawford Jeremiah “Sickpen” Bethea Pate Lynah Ishman Jackson                           | Lil Ronnie Daniel «Retro D» Bryant         | 4:06         |
| 12.                 | «Can't Let (You Get Away)»                      | Austin “Ayo” Owens Crawford James “Keyz” Foye III Jeremiah Bertha Jackson                            | Lil' Ronnie                                | 3:57         |
| 13.                 | «The Worst»                                     | Damon Thomas Pate Sha Sha Jones                                                                      | The Underdogs                              | 3:58         |
| Общая длительность: | Общая длительность:                             | Общая длительность:                                                                                  | Общая длительность:                        | 49:07        |

## Чарты
| Чарт (2020)                            | Высшая позиция |
| -------------------------------------- | -------------- |
| США (Billboard 200)                    | 51             |
| США (Billboard Top R&B/Hip-Hop Albums) | 29             |